# アイドル横丁夏まつり!!
アイドル横丁夏まつり!!（アイドルよこちょうなつまつり）は、日本の女性アイドルイベント。企画はガールズユニット&アイドル総合オフィシャルグッズショップ「アイドル横丁」を運営する株式会社横丁企画。

## 概要
総合プロデューサーは横丁企画代表取締役 の松永直幸、プロデューサーは同社鈴木愛結が務める。
アイドル横丁によるアイドルイベントは2011年11月26日に渋谷公会堂で行われた「アイドル横丁祭!!」が初めて。以後、主催・企画イベントが数多く行われているが、その中で規模が最大となるのが本イベントである。
2012年に新木場STUDIO COASTにて初開催。2016年からは会場を横浜赤レンガパークに移し、2日間開催となった。
2014年より、TOKYO IDOL FESTIVAL(TIF)、この年始まった@JAM EXPOと共に「3大アイドルフェス」と呼ばれはじめ、横浜赤レンガパークに会場を移して2年目の2017年には定着した。2016年には2万3千人、2017年には3万人超を動員した。
3大アイドルフェスの中では時期的に最も早く行われるため、ここで注目を集めた（いわゆる「見つかった」）アイドルがその後のTIF、@JAM EXPOとイベントを重ねることで人気が加速することが多い（例としては2017年のTask have Funなど）。
「つりぼり横丁」（アイドルと（玩具の）金魚釣りを楽しむ）、「グラドル横丁」（水着姿のグラドルと2ショットチェキ撮影など）は、TIFでも2016年よりアイドル横丁プロデュースで「TOKYO IDOL 縁日」、「TOKYO GRAVURE IDOL FESTIVAL」の名称で行われるようになった。
一風変わったコラボレーションも特徴のひとつ。2013年の「サクラィ学院」（さくら学院のパロディ。小学生アイドルを集めたコラボで校長はサクライケンタ）、2014年の「我が軍コラボ」（ハロー!プロジェクトに親しいアイドルによるコラボ）、2015年の「YOKOCHOMETAL」（BABYMETALリスペクト）、2016年の「ナイスボブコラボ」・2017年の「Chuchuchuchuchuchu〜もくっ! ボブコラボ」（ボブカットのメンバーを集めたコラボ）、2018年の「Stereo Yokocho」（Stereo Tokyoリスペクト）など。
2019年以降は開催されていない。なお、2019年は例年の開催時期である7月に「NATSUZOME 2019 supported by アイドル横丁」がOTODAMA SEA STUDIOで開催された。

## アイドル横丁夏祭り!!〜2012〜
- 公演日：2012年7月1日
- 会場：新木場STUDIO COAST
- この年のみイベント名称は「夏祭り!!」（ロゴは「夏まつり!!」）である[8]

## アイドル横丁夏まつり!!〜2013〜
- 公演日：2013年7月7日
- 会場：新木場STUDIO COAST

### 出演者
- スペシャルコラボユニット「サクラィ学院」（校長：サクライケンタ、小等部在学生：阿部菜々実（mImi）、北舘愛祈花（DANCE NUT'S）、永坂真心[注 2]（ほいっぷ☆Girls）、星咲マリア[注 3]（MKM-ZERO）

## アイドル横丁夏まつり!!〜2014〜
- 公演日：2014年7月6日
- 会場：新木場STUDIO COAST

### 出演者
コラボ&MC
- コラボ#1 夏祭り!!中二選抜 - 吉田凜音、鈴木杏実（DIANNA☆SWEET）、三品瑠香（NAGOYA Chubu）、聞間彩（つりビット）、坂本マリア（フラップガールズスクール）
- コラボ#2 ゆうななみ - 小池優奈（ANNA☆S）、阿部菜々実（mImi）
- コラボ#3 我が軍コラボ - アップアップガールズ（仮）、吉川友、岡田万里奈・田中れいな（LoVendoЯ）
- コラボ#4 うたうま選抜 - 石野理子（アイドルネッサンス）、村上来渚（GEM）、吉田凜音
- コラボ#5 よんぱち選抜 - 山下もえ（CAMOUFLAGE）、愛迫みゆ（愛乙女★DOLL）、古森結衣（GALETTe）
- MC - 瞳さとみ（ぴよdela）、三品瑠香（NAGOYA Chubu）

## アイドル横丁夏まつり!!〜2015〜
- 公演日：2015年7月5日
- 会場：新木場STUDIO COAST

### 出演者
コラボ
- 水着で体操第一 - ぱいぱいでか美、白河花凛、長田美成・根本凪（虹のコンキスタドール）、塚本舞、吉田早希、為近あんな、鈴原優美、志崎ひなた、青山ひかる
- 中3コラボ - 根間菜月（RYUKYU IDOL）、八木ひなた・外園愛理（ぷちぱすぽ☆）、的場華鈴・奥村野乃花（虹のコンキスタドール）、榎並利紗（TPD DASH!!）、吉田凜音、寺口夏花（sora tob sakana）、小磯美玖（choco☆milQ）
- 高2コラボ - 亀田阿依音（RYUKYU IDOL）、眞城ゆうか（じぇるの!）、宮島るりか（むすびズム）、根本凪（虹のコンキスタドール）、新井乃亜（アイドルネッサンス）、rinarina・aona（Maria）
- YOKOCHOMETAL - 吉田凜音、小田柚葉・藤本那歩（アモレカリーナ）

## アイドル横丁夏まつり!!〜2016〜
- 公演日：2016年7月2・3日
- 会場：横浜赤レンガパーク

### 出演者
コラボ
- Survival "水着" Dance コラボ
  - 2日：塚本舞、星名美津紀、白川花凛、新城玲香、西村ケリー、藤北れな、柚月彩那、藤井奈々、柳瀬早紀、鈴原優美、和地つかさ、的場華鈴（虹のコンキスタドール）、鹿目凛（虹のコンキスタドール黄組）
  - 3日：塚本舞、片瀬美月、白川花凛、宮部すず、青山ひかる、藤井奈々、柳瀬早紀、鈴原優美、和地つかさ、的場華鈴、鹿目凛
- 7/16虹コン×わーすた2マン決定コラボ!! - 虹のコンキスタドール、わーすた
- ひめキュン×山活コラボ - ひめキュンフルーツ缶、山口活性学園
- うたうまコラボ - 橋本愛奈（チャオ ベッラ チンクエッティ）、関根梓（アップアップガールズ（仮））、MAINA（大阪☆春夏秋冬）、湊あかね（predia）
- D♭（ドリームフラット）コラボ - 渡邉幸愛（SUPER☆GiRLS）、百岡古宵（アイドルネッサンス）、FUMIKA・HARUKA（Party Rockets GT）
- palet×生ハムと焼うどんコラボ - palet、生ハムと焼うどん
- フジヤマプロジェクトジャパンコラボ - 愛乙女☆DOLL、山口活性学園、大阪☆春夏秋冬、虹のコンキスタドール、sora tob sakana、むすびズム
- ナイスボブコラボ - 石野理子（アイドルネッサンス）、今井マイ（むすびズム）、神﨑風花（sora tob sakana）、根本凪（虹のコンキスタドール）、橋本珠菜（ミライスカート）、藤川千愛（まねきケチャ）、吉田恵（さますと（iDOL Street Student））

## アイドル横丁夏まつり!!〜2017〜
- 公演日：2017年7月8・9日
- 会場：横浜赤レンガパーク

### 出演者
コラボ
- 水着 DE 爆乳の祭典コラボ
  - 8日：青山ひかる、安藤笑（愛乙女☆DOLL）、市川あかり（KATA☆CHU）、犬童美乃梨（sherbet）、片岡未優（虹のコンキスタドール・予科生）、隈本茉莉奈（虹のコンキスタドール・予科生）、相良朱音、白石友梨（KATA☆CHU）、鈴原優美、橘亜沙美、夏目みき、西島ミライ、西村ケリー、二ノ宮桃（Aphrodite）、ハルナ（愛乙女☆DOL）、日野麻衣、星優姫（sherbet）、松岡里英、真奈、柳瀬早紀、矢野愛璃、矢野冬子、柚月彩那、吉倉明里、吉田実紀、璃乃
  - 9日：磯野未来、樹智子（G☆Girls）、Kagami（G☆Girls）、片岡未優（虹のコンキスタドール・予科生）、片瀬美月、鹿目凛（ベボガ!（虹のコンキスタドール黄組））、北出ゆい（G☆Girls）、隈本茉莉奈（虹のコンキスタドール・予科生）、相良朱音、椎山なつみ、月城まゆ（G☆Girls）、永井里菜（G☆Girls）、西島ミライ、葉月梨花（ベボガ!（虹のコンキスタドール黄組））、星乃まおり（G☆Girls）、吉倉明里、吉田実紀、璃乃
- 金髪がYOUをちぇっく コラボ - 天月ゆり（天晴れ!原宿）、苺りなはむ（CY8ER）、キャンディスン（シンセカイセン）、小鳩りあ（ディア☆）、鈴木みつき（FES☆TIVE）
- りん りん りん コラボ - 鹿目凛（ベボガ!（虹のコンキスタドール黄組））、来栖りん（26時のマスカレイド）、宮内凛（まねきケチャ）
- Chuchuchuchuchuchu～もくっ! ボブコラボ - 神﨑風花（sora tob sakana）、熊澤風花（Task have Fun）、早桜ニコ（クマリデパート）、清水ひまわり（マジカル・パンチライン）、羽原由佳（PALET）、水春（桜エビ〜ず）
- 夢見てる15歳 コラボ - 青空明日香（原宿物語）、朝熊萌（AIS -All Idol Songs-）、歌代ミク（原宿物語）、木原美空（絶対直球女子!プレイボールズ）、倉澤遥（原宿物語）、白岡今日花（Task have Fun）、芹川梨咲（原宿物語）、竹内己夏（原宿物語）、谷川陽菜（TPD DASH!!）、丸海留希（原宿物語）、山崎夏菜（サジタリアス流星群（虹のコンキスタドール青組））、山本丕見子（キャンディzoo）、横山歩夢（TPD DASH!!）
- ピーカン☆NATSU コラボ - 雨音まゆ（KAMOがネギをしょってくるッ!!!）、神崎さら（さきどり発進局）、藤城アンナ（CY8ER）、樋口彩（ベボガ!（虹のコンキスタドール黄組））、高橋優里花（いちごみるく色に染まりたい。）

## アイドル横丁夏まつり!!〜2018〜
- 公演日：2018年7月7・8日
- 会場：横浜赤レンガパーク

### 出演者
コラボ
- 水着コラボ
  - 7日：安藤笑（愛乙女☆DOLL）、樹智子（G☆Girls）、岡田めぐ、片瀬美月、金子なつき（メイビーME）、北出ゆい（G☆Girls）、西葉瑞希（きゅい〜ん'ズ）、桜木妃奈（chuLa）、佐藤まりん（chuLa）、白川花凛、鈴原優美、月城まゆ（G☆Girls）、永井ゆうひ（東京CuteCute）、永井里菜（G☆Girls）、夏目みさき（chuLa）、二宮さくら、広川つむぎ（メイビーME）、藤井瑛実加（chuLa）、牧野紗弓、みく（ネコプラ）、ゆい（ネコプラ）、ゆりな（ネコプラ）、柚月彩那、若山こころ（TEARS-ティアーズ-）
  - 8日：朝倉ゆり（エラバレシ）、加藤真情（KATA☆CHU）、金子なつき（メイビーME）、相良朱音、桜木妃奈（chuLa）、佐藤まりん（chuLa）、白石友梨（KATA☆CHU）、夏目みさき（chuLa）、広川つむぎ（メイビーME）、藤井瑛実加（chuLa）、藤間美羽（KATA☆CHU）、牧野紗弓
- 平成最後のLJKコラボ - 内村莉彩（SUPER☆GiRLS）、小町まい（終演後物販卍）、成実みく（天晴れ!原宿）、津代美月（アキシブproject）、三田美吹（CROWN POP）、山本花織（CROWN POP）、里菜（CROWN POP）、藤井澪奈（Yamakatsu）
- Stereo Yokocho - 七瀬れあ（天晴れ!原宿）、横澤星流（パンダみっく）、田島櫻子（Shibu3project）、豊田留妃（Shibu3project）、和田あずさ（君の隣のラジかるん）、里中菜月（Task have Fun）
- アイルネ大好き選抜 - 的場華鈴（虹のコンキスタドール）、能登谷このん（メイビーME）、コショージメグミ（Maison book girl）、和田輪（Maison book girl）、森咲樹（アップアップガールズ（仮））、関根梓（アップアップガールズ（仮））、朝熊萌（AIS -All Idol Songs-）、徳久陽日（AIS -All Idol Songs-）